# Agrón (Mellid)
Agrón o Santa Eulalia de Agrón (llamada oficialmente Santalla de Agrón) es una parroquia del municipio de Mellid, en la provincia de La Coruña, Galicia, España.

## Entidades de población
Entidades de población que forman parte de la parroquia:
- Cepelos
- Corral do Medio
- Eirexe (A Eirexe)
- Lamelas (As Lamelas)
- Saville
- Vilar (O Vilar)

## Demografía
| Gráfica de evolución demográfica de Agrón entre 2000 y 2018 |
|                                                             |
| Población de derecho según el padrón municipal del INE      |